# Eyalet de Van
1548–1864
Entités précédentes :
- Séfévides

Entités suivantes :
- Vilayet de Van (Empire ottoman)

L'eyalet de Van (turc ottoman : ایالت وان, Eyālet-i Vān) est un eyalet de l'Empire ottoman, situé entre ceux d'Erzéroum au nord et au nord-ouest, de Diarbekir à l'ouest, de Chahrizor au sud et la Perse à l'est. Sa capitale était Van. 
Cette province correspond à la partie nord de l'ancienne Assyrie et à la partie sud-est de la Grande Arménie.

## Histoire

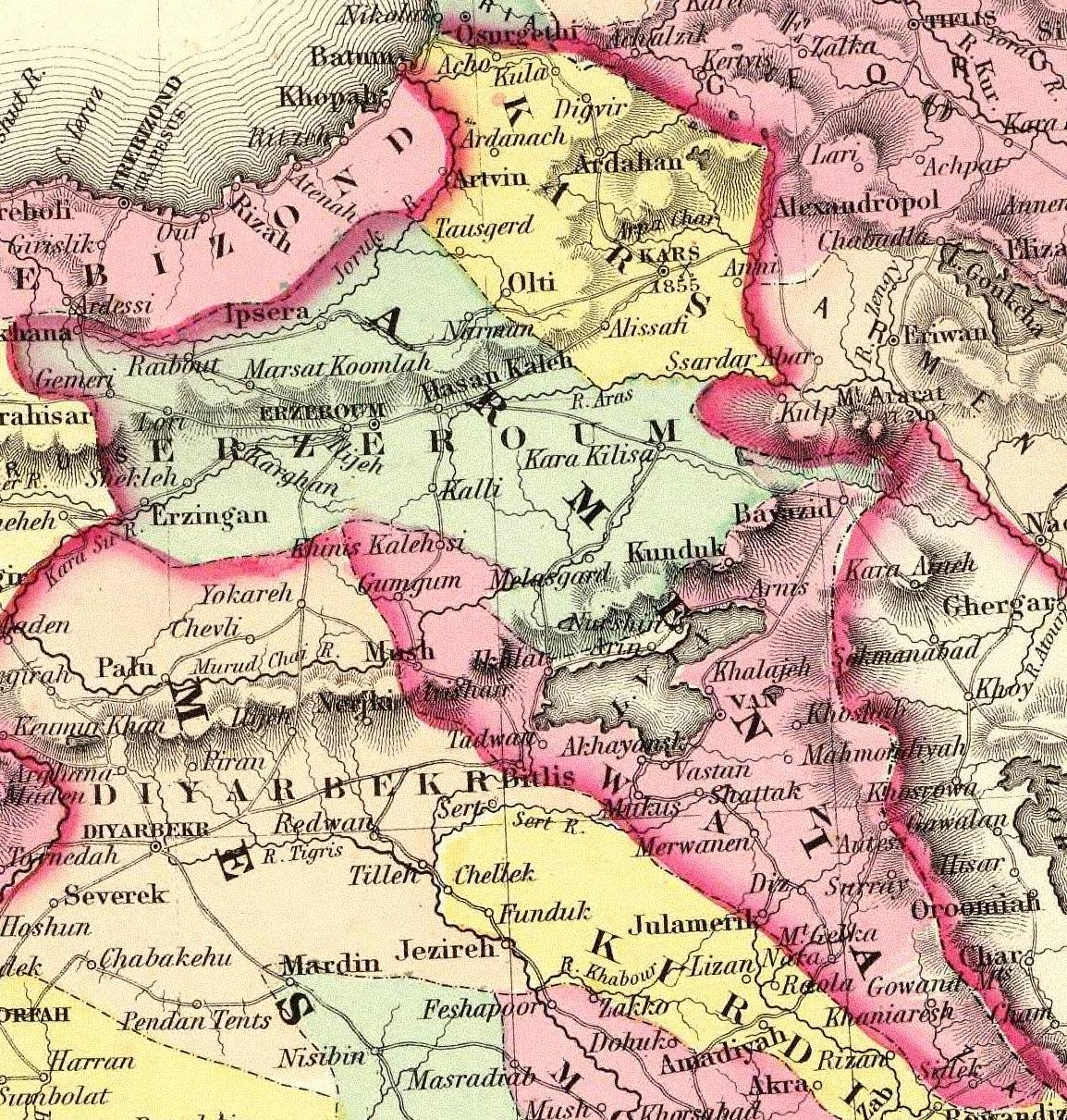
L'eyalet de Van, l'Arménie et le Kurdistan, par G.W. Colton, 1855.

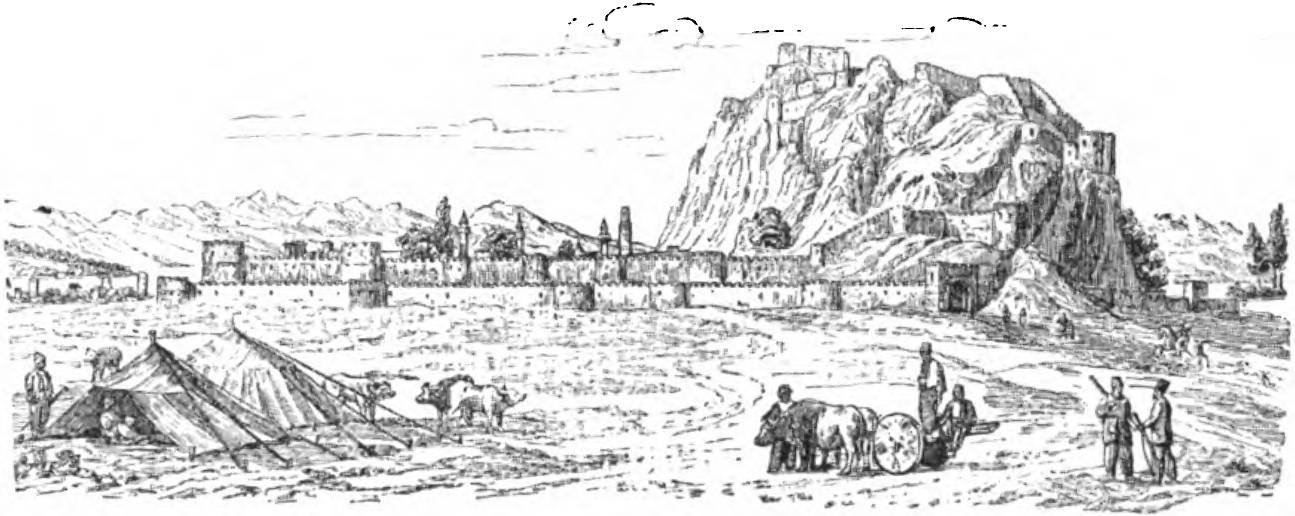
Ville et citadelle de Van, Vom Kaukasus zum Persischen Meerbusen, 1897.

La région de Van est disputée entre Ottomans et Séfévides pendant les guerres ottomano-persanes. L'eyalet est formé en 1548 comme un des beylerbeyliks de l'Empire ottoman. 
Au début du XIXe siècle, Van, chef-lieu de la province, est une ville fortifiée au bord du lac éponyme qui compte entre 20 000 et 40 000 habitants. Les Arméniens attribuent sa fondation à la reine légendaire Sémiramis. L'archéologue allemand Friedrich Eduard Schulz explore les rives du lac en 1827 et y trouve les restes de l'ancienne civilisation d'Urartu. Beyazit, 12 000 à 15 000 habitants, est le chef-lieu d'un sandjak (district) héréditaire, de même que Muş (Mouch). Bitlis, à l'ouest du lac, compte 12 000 habitants : les familles y vivent dans des maisons espacées et fortifiées. 
L'île d'Akdamar, au centre du lac de Van, est le siège d'un catholicossat de l'Église arménienne qui compte environ 20 000 familles sous son autorité. 
En 1846-1847, l'eyalet s'accroît par l'annexion de deux principautés kurdes semi-indépendantes confisquées à Han Mahmud (de), émir de Müküs et Nurallah Beg, émir de Hakkâri pour les punir de leur alliance avec le chef rebelle Bedirxan Beg, émir de Botan (Cizre).

## Subdivisions
Au milieu du XIXe siècle, l'eyalet de Van comprend trois sandjaks qui sont :
- Sandjak de Hakkari (ancienne principauté de Hakkâri ou Colemêrg)
- Sandjak de Van
- Sandjak de Mossoul

### Sources et bibliographie
Cet article comprend des extraits du Dictionnaire Bouillet. Il est possible de supprimer cette indication, si le texte reflète le savoir actuel sur ce thème, si les sources sont citées, s'il satisfait aux exigences linguistiques actuelles et s'il ne contient pas de propos qui vont à l'encontre des règles de neutralité de Wikipédia.
 : document utilisé comme source pour la rédaction de cet article.
- Chris Kutschera, Le Mouvement national kurde, Paris, Flammarion, coll. « L'Histoire vivante », 1979, 393 p. .
- Conrad Malte-Brun, Précis de la géographie universelle, Volume 8, Paris, 1835
- Bernard Camille Collas, La Turquie en 1864, Paris, 1864